# 1492 コロンブス (アルバム)
1492 コロンブス（1492: Conquest of Paradise）は、ヴァンゲリスが1992年に発表したアルバム。

## 収録曲
1. オープニング - Opening (1:20)
2. 新大陸発見/コロンブスのテーマ - Conquest Of Paradise (4:47)
3. 修道院にて - Monastery Of La Rabida (3:37)
4. イザベルの市 - City Of Isabel (2:16)
5. 光と影 - Light And Shadow (3:46)
6. 評決 - Deliverance (3:28)
7. 西への航路 - West Across The Ocean Sea (2:52)
8. 永遠の国 - Eternity (1:59)
9. イスパニオラ - Hispanola (4:56)
10. モクシカと馬 - Moxica And The Horse (7:06)
11. 28度線 - Twenty Eighth Parallel (5:14)
12. ピンタ、ニーニャ、サンタ・マリア（永遠の国へ） - Pinta, Nina, Santa Maria (Intro Eternity) (13:20)

- 日本語曲名は日本国内盤(WMC5-560)による。
- 6.はアルバム『南極物語』の8曲目「奇跡の生存」と曲名の英語原題が同一であるが、別の曲である。

## 概要
映画「1492 コロンブス」のオリジナル・サウンドトラック。「ブレードランナー」以来10年ぶりにヴァンゲリスがリドリー・スコット監督の映画の音楽を担当した作品。ヨーロッパでは「炎のランナー」以上のアルバムセールスを記録した。

### CDシングル
この映画のサウンドトラックでは数曲をセレクトした12cmシングルが欧州で数種類発売された（日本国内盤発売はなし）。アルバムにおいては前後の曲との境目で相互に干渉（オーバーラップ）している例が見られるが、これらのCDシングルにおいてはすべて干渉なしに収録されている。また、(1)のCDシングルには、アルバムに収録されなかった曲が2曲含まれている（3.及び4.）。
- (1) Conquest Of Paradise （YZ704CD 4509-91173-2、1992年）

1. Conquest Of Paradise (4:47) (Theme From The Original Soundtrack '1492')
2. Moxica And The Horse (7:12)
3. Line Open (4:43)
4. Landscape (1:37)

- (2) Conquest Of Paradise （0630-10352-9、1992年）

1. Conquest Of Paradise (4:47) (Theme From The Original Soundtrack '1492')
2. Moxica And The Horse (7:12)

- (3) Twenty Eighth Parallel （YZ736CD 4509-92199-2、1993年）

1. Twenty Eighth Parallel (4:47)
2. West Across The Ocean Sea (2:44)